# Carrières souterraines de Villegouge
Carrières souterraines de Villegouge este o arie protejată (sit de importanță comunitară — SCI) din Franța întinsă pe o suprafață de 960 ha, integral pe uscat.

## Localizare
Centrul sitului Carrières souterraines de Villegouge este situat la coordonatele 44°56′42″N 0°19′30″W / 44.9449°N 0.32498°V.

## Înființare
Situl Carrières souterraines de Villegouge a fost declarat arie specială de conservare în baza directivei 92/43 din 1992 referitoare la conservarea habitatelor naturale și a faunei și florei sălbatice pentru a proteja 8 specii de animale.

## Biodiversitate
Situată în ecoregiunea atlantică, aria protejată nu include niciun habitat protejat.
La baza desemnării sitului se află mai multe specii protejate de  mamifere (8): liliac cârn (Barbastella barbastellus), liliac cu aripi lungi (Miniopterus schreibersii), liliac cu urechi mari (Myotis bechsteinii), liliac cu urechi de șoarece (Myotis blythii), liliac cărămiziu (Myotis emarginatus), liliac comun (Myotis myotis), liliacul mare cu potcoavă (Rhinolophus ferrumequinum), liliacul mic cu potcoavă (Rhinolophus hipposideros).